# Андрусяк Михайло Миколайович
Миха́йло Микола́йович Андруся́к (нар. 5 грудня 1955, Вербівці) — український письменник-прозаїк, публіцист, перекладач. Член Національної спілки журналістів України (з 1991), член Національної спілки письменників України (з 1995). Лауреат премії імені Василя Стефаника та лауреат Шевченківської премії.

## Життєвий шлях
Народився 5 грудня 1955 року в селі Вербівці Городенківського району Івано-Франківської області. Опісля сільської восьмирічки, яку закінчив 1971 року, продовжив навчання в Коломийському технікумі механічної обробки деревини (1971—1975). Потім була ще в 1978 році морехідна школа в місті Пярну (Естонія).
У 1985 році закінчив факультет романо-германської філології Київського держуніверситету ім. Т. Г. Шевченка. Працював, вчителював, займався просвітницькою діяльністю. Доклав рук до створення в Коломиї видавництва «Вік», а з 1993 року — є директором Коломийської друкарні ім. Шухевича, згодом — голова правління ВАТ «Коломийська друкарня імені Шухевича».

## Творчі набутки
Крім просвітницько-видавничої діяльності, Михайло Андрусяк присвятив себе літературі — особливо її дослідницькій ниві. Переймається та досліджує тему національно-визвольних змагань українського народу і пише про це свої публіцистичні та прозові твори. Пробував себе в поезії, на перекладацькій ниві та журналістиці.
Добірка творів Михайла Андрусяка:
- «Студені милі» [Архівовано 17 березня 2013 у Wayback Machine.] Сповідь матері з покутського села. — Івано-Франківськ: Облвидав «Галичина», 1991. — 52 с.
- «Ув'язнена скрипка» [Архівовано 17 березня 2013 у Wayback Machine.]. Документальний нарис. — Коломия: Редакція газети «Агро», 1992. — 64 с.
- «На зустріч сонцю» [Архівовано 19 жовтня 2020 у Wayback Machine.], (новела)
- «Хрест» [Архівовано 10 червня 2016 у Wayback Machine.], (новела)
- «Криваві роси сорокових»
- «Грані болю»
- «Брати грому», (2002, повість, І-ша частина трилогії)
- «Брати вогню» (2004, повість, ІІ-а частина трилогії)
- «Брати просторів» (2007, повість, ІІІ-я частина трилогії)
- «Смерековий біль»
- «Біла душа»
- «Христос воскрес»
- «Сумління»
- Останні з когорти «залізних». Вид. друге, виправлене. — Коломия: Вік, 2012. — 448 с. ISBN 966-550-240-9

## Відзнаки і нагороди
- Лауреат премії імені Василя Стефаника.
- Лауреат Національної премії України імені Тараса Шевченка за 2010 рік — за документально-художню трилогію про воїнів УПА «Брати грому», «Брати вогню», «Брати просторів»